# Liga Europa da UEFA de 2010–11 – Fases Finais
As Fases Finais da Liga Europa da UEFA de 2010-11 ocorrerão entre 15 de fevereiro e 18 de maio de 2011. A começar pelas dezesseis-avos de final, cada fase terá jogos de ida e volta, com exceção da final, em Dublin, no estádio Aviva Stadium, que terá partida única para decidir o campeão da Liga Europa da UEFA 2010-11.

## Dezesseis-avos de final
Todos os horários são do fuso CET
| Equipe 1         | Total      | Equipe 2             | 1.º jogo | 2.º jogo |
| ---------------- | ---------- | -------------------- | -------- | -------- |
| Napoli           | 1–2        | Villarreal           | 0–0      | 1–2      |
| Rangers          | 3–3 (g.f.) | Sporting CP          | 1–1      | 2–2      |
| Sparta Prague    | 0–1        | Liverpool            | 0–0      | 0–1      |
| Anderlecht       | 0–5        | Ajax                 | 0–3      | 0–2      |
| Lech Poznań      | 1–2        | Braga                | 1–0      | 0–2      |
| Beşiktaş         | 1–8        | Dynamo Kyiv          | 1–4      | 0–4      |
| Basel            | 3–4        | Spartak Moscow       | 2–3      | 1–1      |
| Young Boys       | 3–4        | Zenit St. Petersburg | 2–1      | 1–3      |
| Aris             | 0–3        | Manchester City      | 0–0      | 0–3      |
| PAOK             | 1–2        | CSKA Moscow          | 0–1      | 1–1      |
| Sevilla          | 2–2 (g.f.) | Porto                | 1–2      | 1–0      |
| Rubin Kazan      | 2–4        | Twente               | 0–2      | 2–2      |
| Lille            | 3–5        | PSV Eindhoven        | 2–2      | 1–3      |
| Benfica          | 4–1        | Stuttgart            | 2–1      | 2–0      |
| BATE             | 2–2 (g.f.) | Paris Saint-Germain  | 2–2      | 0–0      |
| Metalist Kharkiv | 0–6        | Bayer Leverkusen     | 0–4      | 0–2      |

### Jogos de Ida
| 15 de Fevereiro | Aris | 0 – 0     | Manchester City | Estádio Kleanthis Vikelidis, Salónica |
| 18:00           |      | Relatório |                 | Árbitro: Alberto Undiano              |

| 17 de Fevereiro | Rubin Kazan | 0 – 2     | Twente                      | Estádio Lujniki, Moscou       |
| 13:00           |             | Relatório | de Jong 77' · Wisgerhof 88' | Árbitro: Robert Schörgenhofer |

| 17 de Fevereiro | Metalist Kharkiv | 0 – 4     | Bayer Leverkusen                           | Estádio Metalist, Carcóvia |
| 17:00           |                  | Relatório | Derdiyok 23' · Castro 72' · Sam 90', 90+2' | Árbitro: Serge Gumienny    |

| 17 de Fevereiro | Napoli | 0 – 0     | Villarreal | Estádio San Paolo, Nápoles |
| 19:00           |        | Relatório |            | Árbitro: Mark Clattenburg  |

| 17 de Fevereiro | Anderlecht | 0 – 3     | Ajax                                              | Constant Vanden Stock, Bruxelas |
| 19:00           |            | Relatório | Alderweireld 32' · Erikssen 59' · El Hamdaoui 67' | Árbitro: Gianluca Rocchi        |

| 17 de Fevereiro | Lech Poznań | 1 – 0     | Braga | Stadion Miejski, Poznan       |
| 19:00           | Rudņevs 72' | Relatório |       | Árbitro: Vladislav Bezborodov |

| 17 de Fevereiro | Beşiktaş     | 1 – 4     | Dynamo Kyiv                                                 | Beşiktaş İnönü Stadyumu, Istambul |
| 19:00           | Quaresma 37' | Relatório | Vukojević 27' · Shevchenko 50' · Yussuf 56' · Husyev 90'(p) | Árbitro: Pedro Proença            |

| 17 de Fevereiro | Benfica                | 2 – 1     | Stuttgart  | Estádio da Luz, Lisboa  |
| 19:00           | Cardozo 70' · Jara 81' | Relatório | Harnik 21' | Árbitro: Eric Braamhaar |

| 17 de Fevereiro | BATE                               | 2 – 2     | Paris Saint-Germain        | Estádio Dínamo de Minsk, Minsk |
| 19:00           | Renan Bressan 16' · Gordeichuk 81' | Relatório | Erdinç 30' · Luyindula 89' | Árbitro: Alon Yefet            |

| 17 de Fevereiro | Rangers       | 1 – 1     | Sporting CP   | Ibrox Stadium, Glasgow |
| 21:05           | Whittaker 66' | Relatório | Fernández 89' | Árbitro: Manuel Gräfe  |

| 17 de Fevereiro | Sparta Praga | 0 – 0     | Liverpool | Generali Arena, Praga  |
| 21:05           |              | Relatório |           | Árbitro: Florian Meyer |

| 17 de Fevereiro | Basel                   | 2 – 3     | Spartak Moscou                             | St. Jakob-Park, Basileia    |
| 21:05           | Frei 36' · Streller 41' | Relatório | Kombarov 61' · Dzyuba 70' · Ananidze 90+2' | Árbitro: Aleksandar Stavrev |

| 17 de Fevereiro | Young Boys               | 2 – 1     | Zenit St. Petersburg | Stade de Suisse, Berna     |
| 21:05           | Lulić 46' · Mayuka 90+3' | Relatório | Lombaerts 20'        | Árbitro: Anastassios Kakos |

| 17 de Fevereiro | PAOK | 0 – 1     | CSKA Moscow | Estádio Toumba, Salónica |
| 21:05           |      | Relatório | Necid 29'   | Árbitro: Andre Marriner  |

| 17 de Fevereiro | Sevilla     | 1 – 2     | Porto                    | Estádio Ramón Sánchez Pizjuán, Sevilha |
| 21:05           | Kanouté 65' | Relatório | Rolando 58' · Guarín 86' | Árbitro: Craig Thomson                 |

| 17 de Fevereiro | Lille                  | 2 – 2     | PSV Eindhoven            | Stadium Nord Lille Métropole, Lille |
| 21:05           | Gueye 6' · de Melo 31' | Relatório | Bouma 83' · Toivonen 84' | Árbitro: Alexandru Dan Tudor        |

### Jogos de Volta
| 22 de Fevereiro | CSKA Moscow     | 1 – 1     | PAOK           | Estádio Lujniki, Moscou  |
| 18:00           | Ignashevich 80' | Relatório | Muslimović 67' | Árbitro: Laurent Duhamel |

| 23 de Fevereiro | Porto | 0 – 1     | Sevilla          | Estádio do Dragão, Porto |
| 18:00           |       | Relatório | Luís Fabiano 71' | Árbitro: Howard Webb     |

| 24 de Fevereiro | Zenit St. Petersburg                   | 3 – 1     | Young Boys | Estádio Petrovsky, São Petersburgo |
| 17:00           | Lazović 41' · Semak 52' · Shirokov 76' | Relatório | Jemal 21'  | Árbitro: Kristinn Jakobsson        |

| 24 de Fevereiro | Sporting CP                  | 2 – 2     | Rangers               | Estádio José Alvalade, Lisboa |
| 19:00           | Pedro Mendes 42' · Djaló 83' | Relatório | Diouf 20' · Edu 90+2' | Árbitro: Paolo Tagliavento    |

| 24 de Fevereiro | Liverpool | 1 – 0     | Sparta Praga | Anfield, Liverpool     |
| 19:00           | Kuyt 86'  | Relatório |              | Árbitro: Milorad Mažić |

| 24 de Fevereiro | Spartak Moscow | 1 – 1     | Basel            | Luzhniki Stadium, Moscow |
| 19:00           | McGeady 90+1'  | Relatório | Chipperfield 15' | Árbitro: Cristian Balaj  |

| 24 de Fevereiro | PSV Eindhoven                          | 3 – 1     | Lille    | Philips Stadion, Eindhoven          |
| 19:00           | Dzsudzsák 55' · Lens 67' · Marcelo 73' | Relatório | Frau 22' | Árbitro: Eduardo Iturralde González |

| 24 de Fevereiro | Bayer Leverkusen         | 2 – 0     | Metalist Kharkiv | BayArena, Leverkusen    |
| 19:00           | Rolfes 47' · Ballack 70' | Relatório |                  | Árbitro: William Collum |

| 24 de Fevereiro | Villarreal               | 2 – 1     | Napoli     | Estadio El Madrigal, Villarreal |
| 21:05           | Nilmar 42' · Rossi 45+1' | Relatório | Hamšík 18' | Árbitro: Cüneyt Çakır           |

| 24 de Fevereiro | Ajax               | 2 – 0     | Anderlecht | Amsterdam Arena, Amsterdam |
| 21:05           | Sulejmani 11', 17' | Relatório |            | Árbitro: Martin Hansson    |

| 24 de Fevereiro | Braga              | 2 – 0     | Lech Poznań | Estádio Municipal de Braga, Braga |
| 21:05           | Alan 8' · Lima 36' | Relatório |             | Árbitro: Markus Strömbergsson     |

| 24 de Fevereiro | Dynamo Kiev                                                 | 4 – 0     | Beşiktaş | Estádio Dínamo Lobanovsky, Kyiv |
| 21:05           | Vukojević 3' · Yarmolenko 55' · Husyev 64' · Shevchenko 74' | Relatório |          | Árbitro: Tony Chapron           |

| 24 de Fevereiro | Manchester City           | 3 – 0     | Aris | City of Manchester Stadium, Manchester |
| 21:05           | Džeko 7', 12' · Touré 75' | Relatório |      | Árbitro: Pavel Kralovec                |

| 24 de Fevereiro | Twente                      | 2 – 2     | Rubin Kazan             | De Grolsch Veste, Enschede |
| 21:05           | Janssen 45+1' · Douglas 47' | Relatório | Ansaldi 22' · Noboa 24' | Árbitro: Marcin Borski     |

| 24 de Fevereiro | Stuttgart | 0 – 2     | Benfica                        | Mercedes-Benz Arena, Stuttgart |
| 21:05           |           | Relatório | Salvio 31' · Óscar Cardozo 78' | Árbitro: Mike Dean             |

| 24 de Fevereiro | Paris Saint-Germain | 0 – 0     | BATE | Parc des Princes, Paris |
| 21:05           |                     | Relatório |      | Árbitro: Kevin Blom     |

## Oitavas de Final
| Equipe 1         | Total | Equipe 2             | 1.º jogo | 2.º jogo |
| ---------------- | ----- | -------------------- | -------- | -------- |
| Benfica          | 3–2   | Paris Saint-Germain  | 2–1      | 1–1      |
| Dynamo Kyiv      | 2–1   | Manchester City      | 2–0      | 0–1      |
| Twente           | 3–2   | Zenit St. Petersburg | 3–0      | 0–2      |
| CSKA Moscow      | 1–3   | Porto                | 0–1      | 1–2      |
| PSV Eindhoven    | 1–0   | Rangers              | 0–0      | 1–0      |
| Bayer Leverkusen | 3–5   | Villarreal           | 2–3      | 1–2      |
| Ajax             | 0–4   | Spartak Moscow       | 0–1      | 0–3      |
| Braga            | 1–0   | Liverpool            | 1–0      | 0–0      |

### Jogos de Ida
| 10 de Março | CSKA Moscow | 0 – 1     | Porto      | Estádio Luzhniki, Moscou      |
| 19:00       |             | Relatório | Guarín 70' | Árbitro: Robert Schörgenhofer |

| 10 de Março | PSV Eindhoven | 0 – 0     | Rangers | Philips Stadion, Eindhoven |
| 19:00       |               | Relatório |         | Árbitro: Martin Hansson    |

| 10 de Março | Bayer Leverkusen        | 2 – 3     | Villarreal                    | BayArena, Leverkusen       |
| 19:00       | Kadlec 33' · Castro 72' | Relatório | Rossi 42' · Nilmar 70', 90+4' | Árbitro: Paolo Tagliavento |

| 10 de Março | Braga       | 1 – 0     | Liverpool | Estádio Municipal de Braga, Braga |
| 19:00       | Alan 18'(p) | Relatório |           | Árbitro: Serge Gumienny           |

| 10 de Março | Benfica                     | 2 – 1     | Paris Saint-Germain | Estádio da Luz, Lisboa  |
| 21:05       | Maxi Pereira 42' · Jara 81' | Relatório | Luyindula 14'       | Árbitro: Pavel Kralovec |

| 10 de Março | Dynamo Kyiv                 | 2 – 0     | Manchester City | Lobanovsky Stadium, Quieve |
| 21:05       | Shevchenko 25' · Husyev 77' | Relatório |                 | Árbitro: Florian Meyer     |

| 10 de Março | Twente                            | 3 – 0     | Zenit St. Petersburg | De Grolsch Veste, Enschede |
| 21:05       | de Jong 25', 90+2' · Landzaat 56' | Relatório |                      | Árbitro: Mark Clattenburg  |

| 10 de Março | Ajax | 0 – 1     | Spartak Moscow | Amsterdam Arena, Amsterdam |
| 21:05       |      | Relatório | Alex 57'       | Árbitro: Manuel Gräfe      |

### Jogos de volta
| 17 de Março | Paris Saint-Germain | 1 - 1 | Benfica    | Parc des Princes, Paris                 |
| 19:00       | Bodmer 35'          |       | Gaitán 27' | Público: 40,193 Árbitro: William Collum |

| 17 de Março | Manchester City | 1 – 0 | Dynamo Kyiv | City of Manchester Stadium, Manchester |
| 19:00       | Kolarov 39'     |       |             | Público: 27,816 Árbitro: Cüneyt Çakır  |

| 17 de Março | Zenit St. Petersburg        | 2 - 0 | Twente | Petrovsky Stadium, São Petersburgo      |
| 19:00       | Shirokov 16' · Kerjakov 38' |       |        | Público: 21,500 Árbitro: Jonas Eriksson |

| 17 de Março | Spartak Moscow                            | 3 – 0 | Ajax | Luzhniki Stadium, Moscow                 |
| 19:00       | D. Kombarov 21' · Welliton 30' · Alex 54' |       |      | Público: 45,000 Árbitro: Martin Atkinson |

| 17 de Março | Porto                | 2 – 1 | CSKA Moscow | Estádio do Dragão, Porto            |
| 21:05       | Hulk 1' · Guarín 24' |       | Tošić 29'   | Público: 32,712 Árbitro: Kevin Blom |

| 17 de Março | Rangers | 0 – 1 | PSV Eindhoven | Ibrox Stadium, Glasgow                        |
| 21:05       |         |       | Lens 14'      | Público: 35,373 Árbitro: Robert Schörgenhofer |

| 17 de Março | Villarreal              | 2 – 1 | Bayer Leverkusen | Estadio El Madrigal, Villarreal        |
| 21:05       | Cazorla 33' · Rossi 61' |       | Derdiyok 82'     | Público: 23,000 Árbitro: Björn Kuipers |

| 17 de Março | Liverpool | 0 - 0 | Braga | Anfield, Liverpool                       |
| 21:05       |           |       |       | Público: 37,494 Árbitro: Gianluca Rocchi |

## Quartas-de-finais
| Equipe 1    | Total | Equipe 2       | 1.º jogo | 2.º jogo |
| ----------- | ----- | -------------- | -------- | -------- |
| Porto       | 10–3  | Spartak Moscow | 5–1      | 5–2      |
| Villarreal  | 8-2   | Twente         | 5–1      | 3-1      |
| Benfica     | 6-3   | PSV Eindhoven  | 4–1      | 2-2      |
| Dynamo Kyiv | 1-1   | Braga          | 1–1      | 0-0      |

### Jogos de ida
| 7 de Abril | Porto                                                 | 5 – 1     | Spartak Moscow  | Estádio do Dragão, Porto    |
| 20:05      | Falcão Garcia 38' 84' 90+2' · Varela 65' · Maicon 70' | Relatório | K. Kombarov 71' | Árbitro: BEL Serge Gumienny |

| 7 de Abril | Benfica                                    | 4 – 1     | PSV Eindhoven | Estádio da Luz, Lisboa         |
| 20:05      | Aimar 37' · Salvio 45' 52' · Saviola 90+4' | Relatório | Labyad 80'    | Árbitro: ITA Paolo Tagliavento |

| 7 de Abril | Villarreal                                               | 5 – 1     | Twente      | Estadio El Madrigal, Villarreal |
| 20:05      | Marchena 22' · Valero 43' · Nilmar 45+1' 80' · Rossi 55' | Relatório | Janko 90+1' | Árbitro: RUS Aleksei Nikolaev   |

| 7 de abril | Dynamo Kyiv | 1 – 1     | Braga              | Estadio Lobanovsky, Kyiv   |
| 20:05      | Husyev 13'  | Relatório | Yarmolenko 6' (gc) | Árbitro: NED Björn Kuipers |

### Jogos de volta
| 14 de abril | Spartak Moscow       | 2 – 5     | Porto                                                                    | Estádio Luzhniki, Moscow   |
| 19:00       | Dzyuba 52' · Ari 72' | Relatorio | Hulk 28' · Rodríguez 45+2' · Guarín 47' · Falcão Garcia 54' · Micael 89' | Árbitro: HUN Viktor Kassai |

| 14 de abril | PSV Eindhoven            | 2 – 2     | Benfica                          | Philips Stadion, Eindhoven  |
| 20:05       | Dzsudzsák 17' · Lens 25' | Relatorio | Luisão 45+2' · Cardozo 63' (pen) | Árbitro: GER Wolfgang Stark |

| 14 de abril | Twente      | 1 – 3     | Villarreal                                   | De Grolsch Veste, Enschede  |
| 20:05       | Bajrami 32' | Relatorio | Rossi 60' (pen) · Rubén 84' (pen) · Cani 90' | Árbitro: GER Wolfgang Stark |

| 14 de Abril | Braga | 0 – 0     | Dynamo Kyiv | Estádio Municipal de Braga, Braga |
| 20:05       |       | Relatorio |             | Árbitro: SWE Jonas Eriksson       |

## Semifinais
| Equipe 1 | Total      | Equipe 2   | 1.º jogo | 2.º jogo |
| -------- | ---------- | ---------- | -------- | -------- |
| Porto    | 7–4        | Villarreal | 5–1      | 2–3      |
| Benfica  | 2–2 (g.f.) | Braga      | 2–1      | 0–1      |

### Jogos de Ida
| 28 de Abril | Porto                                     | 5 – 1     | Villarreal | Estádio do Dragão, Porto                   |
| 20:05       | Falcao 49' (pên) 67' 75' 90' · Guarín 61' | Relatório | Cani 45'   | Público: 44,719 Árbitro: NED Björn Kuipers |

| 28 de Abril | Benfica                  | 2 – 1     | Braga        | Estádio da Luz, Lisboa                     |
| 20:05       | Jardel 50' · Cardozo 59' | Relatório | Vandinho 53' | Público: 57,778 Árbitro: SCO Craig Thomson |

### Jogos de volta
| 5 de Maio | Villarreal                                 | 3 – 2 | Porto                 | Estadio El Madrigal, Villarreal |
| 20:05     | Cani 17' · Capdevila 77' · Rossi 80' (pen) |       | Hulk 40' · Falcao 46' | Árbitro: ITA Gianluca Rocchi    |

| 5 de Maio | Braga        | 1 – 0 | Benfica | Estádio Municipal de Braga, Braga |
| 20:05     | Custódio 19' |       |         | Árbitro: ENG Martin Atkinson      |

## Final
A final será disputada no dia 18 de maio no Aviva Stadium, em Dublin.
| 18 de Maio de 2011 | Porto             | 1 – 0     | Braga | Aviva Stadium, Dublin       |
| 20:45              | Falcao García 43' | Relatório |       | Árbitro: ESP Carlos Velasco |